# Luis Quintana
 (février 2020).
Si vous disposez d'ouvrages ou d'articles de référence ou si vous connaissez des sites web de qualité traitant du thème abordé ici, merci de compléter l'article en donnant les références utiles à sa vérifiabilité et en les liant à la section « Notes et références ».
Luis Quintana, né le 3 février 1992 à Mexico au Mexique, est un footballeur mexicain qui évolue au poste de défenseur central au club du Pumas UNAM.